# Troickaja torony
A Troickaja torony (magyarul Szentháromság torony, korábban használatos orosz elnevezése volt még: Богоявле́нская, Ризополо́женская, Зна́менская, Куре́тная) a Kreml északnyugati falának központi bástyája. Az általa őrzött, alatta áthaladó kapu az Alekszandrovszkij szadra, a Sándor-kertre nyílik. A előtte lévő Kutafja toronnyal és az ahhoz vezető Troickij híddal együtt alkotott egy védelmi egységet. Az 1495-1499 között építették Aloisio da Carcano olasz építész irányításával. A középkorban a cár és a pátriárka, valamint családjuk számára szolgált kijáratként.
A 17. század végéig négyszögletes, lapos teteje volt. 1685-ben erre még egy karcsúbb tornyot emeltek sátortetővel, és fehér köves díszítéssel látták el. 1585-től 1812-ig óra és harangszerkezet volt benne. 1868-70-ben teljesen lebontották és újjáépítették, benne a cári udvar moszkvai archívumát helyezték el. 
A 21. században a Troickaja torony a turisták fő bejárata a Kreml területére, valamint az egyetlen a Kreml falának bástyái közül, amit fűtenek és helyiségei használatban vannak. Itt van az orosz elnöki zenekar próbaterme és egyéb hivatali helyiségei. A 2015-ös rekonstrukcióig itt volt elhelyezve a Kreml elektromos hálózatának vezérlőpultja is.

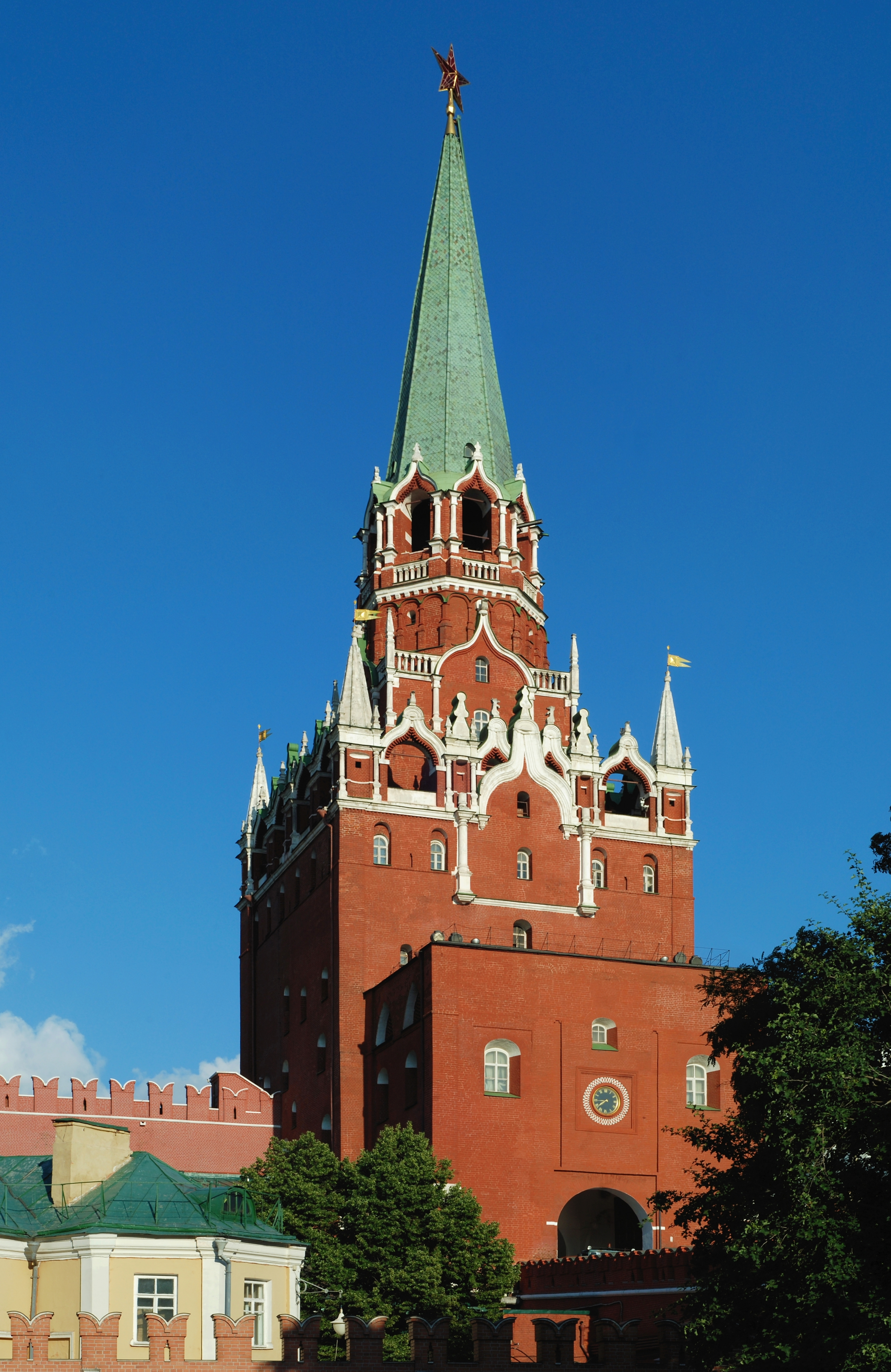
A Troickaja torony

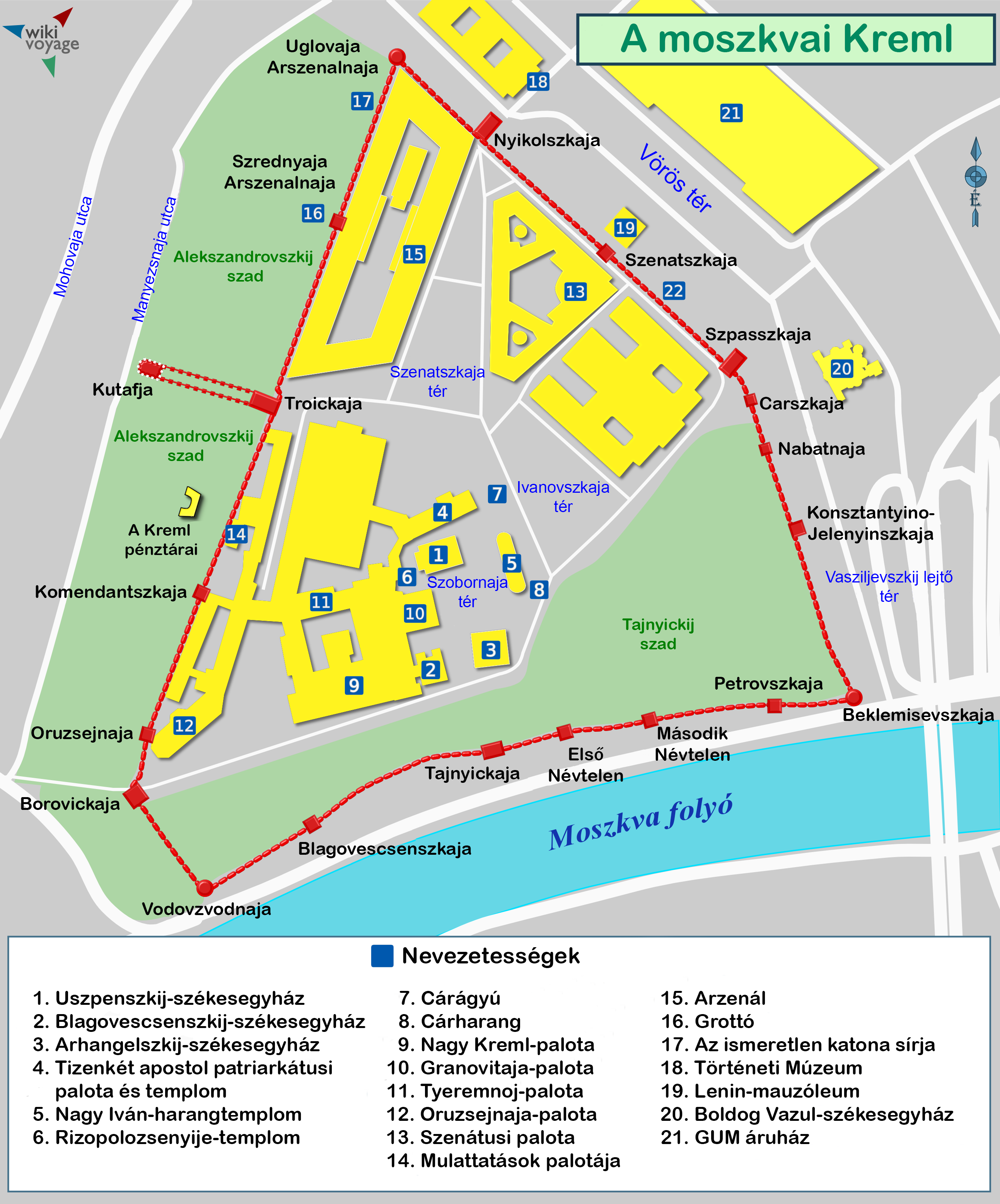
A Kreml látnivalóinak vázlatos térképe

## Fordítás
- Ez a szócikk részben vagy egészben  a(z)   Троицкая башня című orosz Wikipédia-szócikk ezen változatának fordításán alapul.  Az eredeti cikk szerkesztőit annak laptörténete sorolja fel. Ez a jelzés csupán a megfogalmazás eredetét és a szerzői jogokat jelzi, nem szolgál a cikkben szereplő információk forrásmegjelöléseként.